# 井上直幸
井上 直幸（いのうえ なおゆき、1940年（昭和15年）1月11日 - 2003年（平成15年）4月22日）は、日本のピアニスト。

## 経歴
1940年(昭和15年)、 福岡県福岡市生まれ。大島正泰に師事し、1960年に桐朋学園大学短期大学部音楽学科を卒業。1964年、シュトゥットガルト音楽大学に入学し、A.エアフルト、H.ロイターに師事。1年後フライブルク音楽大学に移り、エディット・ピヒト＝アクセンフェルトのもとで研鑽を積む。1969年（昭和44年）同大学を首席で卒業した。ケルンでデビュー・リサイタルを開いた後、ミュンヘン国際音楽コンクール入賞。
1970年、フライブルク音楽大学講師に就任。以降ヨーロッパ各地で多くの演奏会を行い、数々の放送にも出演した。1974年、東京にてシェーンベルク生誕100年を記念してピアノ曲全曲演奏会を開催および録音を行い、高い評価を得る。これをきっかけに日本での積極的な演奏活動を開始し、1976年に帰国した後、NHK番組『ピアノのおけいこ』への出演、NHK交響楽団を始め主要なオーケストラとの共演、全国各地でのリサイタル、録音を行った。同1976年より武庫川女子大学教授および桐朋学園大学講師に就任し、演奏活動と同時に後進の指導にもあたった。
2003年4月22日、肺炎のため東京都内の病院にて死去。63歳没。

## 演奏活動と評価
- 1983年（昭和58年）にはヘルシンキ・フィルハーモニー管弦楽団と共演。1988年に行ったソビエト連邦への演奏旅行では、その演奏が絶賛を博した[1]。
- 「音楽に対する深い洞察力」「自然で豊かな表現力」「色彩感に富んだ響き」など、ピアノ演奏に対して常に高い評価を得ていた。また、1998年（平成10年）に出版された著作『ピアノ奏法―音楽を表現する喜び』（春秋社）は、各方面より非常な好評を得、2000年（平成12年）にはビデオ版も発売された[1]。現在もDVDで入手可能である。

## エピソード
- 桐朋学園在学中からドイツ留学までの期間、慶應義塾ワグネル・ソサィエティー男声合唱団の練習ピアニストを務めていた。連日の練習から、合宿、演奏旅行等、常に団員と行動を共にし、同年代の団員達とお互いにニックネームで呼び合い、風呂で背中を流し合い、寝食を共にする、まさに「同じカマの飯を食った仲」であった。井上のニックネームは「ポンちゃん」。
- 井上の力量は、当時から木下保と畑中良輔に認められ、「本番も井上君がいいでしょう」ということになり、多くのステージで共演している。なお、当時畑中良輔が指揮したジプシーの歌（ブラームス）は福永陽一郎が絶賛している[6]。
- 1987年（昭和62年）第6回東西四大学OB合唱連盟演奏会（於：ザ・シンフォニーホール）で、慶應義塾ワグネル・ソサィエティーOB合唱団が畑中良輔指揮でジプシーの歌（ブラームス）を演奏した際、久しぶりに共演した井上と、OB団員達が「ポンちゃん！」と互いに抱き合う姿が見受けられた。井上が逝去した際、その早逝を惜しんで、多くのOBが嘆き悲しんだ。

## 著書
- ハイドンピアノ作品集 1  井上直幸（編集） 中野博詞（編集）（春秋社、1995年） ISBN 4393914430
- ハイドンピアノ作品集 2  井上直幸（編集） 中野博詞（編集）（春秋社、1995年） ISBN 4393914449
- ピアノ奏法―音楽を表現する喜び （春秋社、1998年） ISBN 4393937457
- 井上直幸ピアノ奏法 1 作曲家の世界 （春秋社、2000年） ISBN 439397011X
- 井上直幸ピアノ奏法 2 さまざまなテクニック （春秋社、2000年） ISBN 4393970128

## 録音
死去後17年たった2020年現在でも様々な音源を入手することが可能である。以下のなかには曲ごとにMP3でダウンロードできるものもある。また、ソロ演奏だけでなくアンサンブルも得意としており、多くの録音を残している。

### CD
- 『抒情のピアニスト・井上直幸の芸術』4枚組 BMG JAPAN
- 『象さんの子守歌』 カメラータ・トウキョウ
- 『ベートーヴェン：ディアベリ変奏曲』 カメラータ・トウキョウ
- 『バッハ－ベルク－武満』 カメラータ・トウキョウ
- 『ドイツ・ロマン派のピアノ音楽』2枚組 カメラータ・トウキョウ
- 『ベートーベン：ピアノソナタ第31番 / シューベルト：ピアノソナタ第21番』 カメラータ・トウキョウ
- 『モーツァルト：ピアノ・ソナタ集』 カメラータ・トウキョウ
- 『モーツァルト：ピアノ作品集』 フォンテック
- 『いと高き世界へ ハイドン、モーツァルト&シューベルト 井上直幸愛奏曲集』 フォンテック
- 『モーツァルト＆シューベルト：4手のためのピアノ音楽』※竹内啓子との連弾 カメラータ・トウキョウ
- 『シューベルト：4手のためのピアノ音楽』※竹内啓子との連弾 カメラータ・トウキョウ
- 『モーツァルト：4手のためのピアノ音楽』※竹内啓子との連弾 カメラータ・トウキョウ
- 『デュオ・コンサート』室谷高広：ヴァイオリン 井上直幸：ピアノ ライヴノーツ
- 『ブラームス：チェロ・ソナタ 第2番&シューベルト：アルペッジョーネ・ソナタ』ワルター・ノータス：チェロ、井上直幸：ピアノ カメラータ・トウキョウ
- 『宮本文昭・オーボエの至芸』宮本文昭：オーボエ、井上直幸：ピアノ タワーレコード
- 『西田直孝 フルートリサイタル』西田直孝：フルート、井上直幸：ピアノ カメラータ・トウキョウ
- 『中山 節子 魂の歌 ハイドン・シューマン』中山節子：ソプラノ 井上直幸：ピアノ ナミ・レコード
- 『鬢多々良』 / 伊福部昭作品集 田村拓男（指揮）、野坂恵子、小林武史、日本音楽集団、梅村祐子、井上直幸
- 『シューベルト:室内楽全集３』5枚組 オムニバス カメラータ・トウキョウ
- 『世界の愛唱歌 ベスト』オムニバス ビクターエンタテインメント
- 『決定版 世界の愛唱歌』オムニバス ビクターエンタテインメント
- 『ローレライ/世界の愛唱歌』オムニバス ビクターエンタテインメント
- 『ピアノ名曲アルバム』オムニバス フォンテック

### DVD
- DVDブック 井上直幸 ピアノ奏法(1) 作曲家の世界 春秋社 ISBN 978-4393970317
- DVDブック 井上直幸 ピアノ奏法(2) さまざまなテクニック 春秋社 ISBN 978-4393970324